# Laranjeiras (Rio de Janeiro)
Laranjeiras è un quartiere (bairro) della Zona Sud della città di Rio de Janeiro in Brasile.

## Amministrazione
Laranjeiras fu istituito come bairro a sé stante il 23 luglio 1981 come parte della Regione Amministrativa IV - Botafogo  del municipio di Rio de Janeiro.